# Literatura de Panamá
La literatura de Panamá comprende el conjunto de obras literarias producidas en Panamá. Rodrigo Miró (1912-1996), historiador y ensayista panameño, cita a Gonzalo Fernández de Oviedo y Valdés como el autor del primer cuento escrito en Panamá; la historia de un personaje conocido como Andrea de la Roca, publicado como parte de la "Historia General y Natural de Las Indias" (1535). Sin embargo, las primeras manifestaciones literarias panameñas, propiamente dichas, de las que se tiene constancia, se dan en la primera mitad del siglo XVII con la aparición de la antología titulada "Llanto de Panamá a la muerte de Enrique Enríquez". Aunque esta obra fue compuesta durante la época de la Colonia, la mayoría de los poemas agrupados en ella fueron escritos por autores nacidos en Panamá.
A pesar de esto, no fue sino hasta la mitad del siglo XIX donde hubo una mayor participación de autores panameños, y donde se sentó las bases de la producción literaria hasta la actualidad.

## Poesía

### Durante la Colonia
Rodrigo Miró en su Itinerario de la Poesía en Panamá, menciona en este período a varios autores españoles: Mateo Rosas de Oquendo, autor de un romance autobiográfico; Juan de Miramontes y Zuázola, autor de “Armas Antárticas”; a Juan de Páramo y Cepeda, autor de “Alteraciones del Dariel” entre otros. Además, es en este período donde surge la figura de Víctor de la Guardia y Ayala, autor de la obra teatral “La Política del Mundo” que fue estrenada en 1809. La importancia de este último radica en haber nacido en Panamá a diferencia de los otros que sí son procedentes de España y, por este hecho, fue considerado, por algún tiempo, como el “primer poeta panameño” (perteneciente a la segunda generación neoclásica).
No obstante, el descubrimiento de unos manuscritos que proceden del siglo XVII ha provocado la revisión de esta idea, pues la primera referencia de este período, que indica una producción escrita por autores panameños (es decir, nacidos en Panamá), data del año de 1638 y es una antología llamada “Llanto de Panamá a la muerte de don Enrique Enríquez”, la cual agrupa un conjunto de composiciones poéticas escritas (elegías) por causa de la muerte de Enrique Enríquez, gobernador de Panamá. Esta antología, que fue editada por primera vez en Madrid en el año de 1642, fue conformada por Mateo de Ribera (panameño), quien también compuso varios de los poemas recogidos en la misma. “Llanto de Panamá” agrupa, a su vez, algunas composiciones de varios autores españoles aunque la mayoría pertenece a escritores panameños.
El hallazgo y el estudio preliminar de estos escritos fue realizado por el diplomático español Antonio Serrano de Haro, y se publicó una nueva versión de los mismos en el año de 1984 en una labor conjunta entre la Universidad de Panamá y el Instituto de Cultura Hispánica. Con este descubrimiento queda confirmado el hecho de que las primeras manifestaciones literarias panameñas, encontradas hasta ahora, provienen del siglo XVII.

## Romanticismo
En Panamá, al igual que en el resto de Hispanoamérica, el Romanticismo estuvo muy ligado a los ideales liberales y nacionalistas, por lo cual, las producciones literarias giran (en este período) en torno a estos tópicos.
Entre los primeros poetas románticos panameños están Manuel María Ayala (1785-1824) y Tomás Miró Rubini(1800-1881).  Posteriormente, aparecen José María Alemán (1830-1887), Gil Colunje (1831-1899), Tomás Martín Feuillet (1832-1862), José Dolores Urriola (1834-1883), Amelia Denis de Icaza (1836-1911), Manuel José Pérez (1837-1895), Jerónimo Ossa (1847-1907), Federico Escobar (1861-1912) y Rodolfo Caicedo (1868-1905).
En definitiva, es con las generaciones románticas que el cultivo de la poesía se estableció formalmente en Panamá, y adquirió, desde ese entonces, un carácter marcadamente nacionalista  que será  el tema de predomino en las composiciones poéticas hasta mediados del siglo XX con la llegada de la poesía vanguardista a Panamá.

## El modernismo
El istmo de Panamá también se convirtió en uno de los escenarios de la Guerra de los Mil Días (1899 - 1902), que asoló a Colombia, y que fue una de las causas de la separación de Colombia en 1903. Este hecho se da en el momento de auge del Modernismo en las letras hispánicas.
En este período, el lenguaje de la poesía panameña fue enriquecido y dotado de nuevas formas de expresión propias de la poesía moderna. Este lenguaje utilizado por los poetas modernos es más escogido, culto, elegante y esteticista. De igual modo, en la plenitud del movimiento, los diversos autores trataron de integrar otras disciplinas como la música, la pintura, el ballet, etc. a la poesía. Al igual que en el resto de los países influidos por el Modernismo, se puede mencionar las siguientes características: La poesía posee universalismo cultural, incorpora lo oriental y vuelve a temas clásicos y medievales.
El primer modernista fue Darío Herrera (1870-1914), amigo y seguidor de Rubén Darío, al que conoció en Buenos Aires. También Nicole Garay (1873-1918). Otro poeta de importancia fue León Antonio Soto (1874-1902), prematuramente muerto a causa de las torturas a las que le sometió la gendarmería por haber defendido la causa panameña en la Guerra de los Mil Días.
Dos revistas literarias se ocuparon principalmente de la difusión del movimiento modernista: El Heraldo del Istmo (1904-1906), dirigida por Guillermo Andreve (1879-1940), y Nuevos Ritos (1907), cuyo fundador fue Ricardo Miró (1883-1940). Este último es quizá el poeta más destacado del modernismo panameño. 
En esta época desarrolló también su obra Gaspar Octavio Hernández (1893-1918), autor de Melodías del pasado (1915) y La copa de amatista (1923). Otros destacados poetas de la misma generación fueron María Olimpia de Obaldía (1891-1985) y Demetrio Korsi (1899-1957), aunque este último se inclinó posteriormente a la poesía de vanguardia.

## De la vanguardia al momento actual
A partir de 1930, coincidiendo con la revolución juvenil de "Acción Comunal", una nueva generación de poetas, agrupada en torno a la revista Antena, se distanció de la retórica modernista y se aproximó a las vanguardias, aunque no fue bien vista desde un principio por el público en general. Además, en las primeras generaciones que corresponden al momento vanguardista se da un fenómeno muy particular: Muchos de los autores no cultivaron el estilo de la poesía de Vanguardia y optaron por permanecer fieles al paradigma establecido por la poesía moderna. El principal referente de esta transformación fue Rogelio Sinán (Taboga, 1902 - Panamá, 1994), autor que había viajado por Europa y frecuentado en París a los surrealistas. En Onda (1929), primer libro de poesía vanguardista panameña, Sinán muestra la influencia de la poesía pura; otras obras suyas de importancia son Incendios (1944) y Semana Santa en la niebla (1949), en que el recurso a lo onírico evidencia su filiación surrealista.
Hay surrealismo también la obra de Ricardo J. Bermúdez (1914), cuya obra principal es Laurel de cenizas (1951). También se sitúa en la órbita de la vanguardia la obra de Demetrio Herrera Sevillano (1902-1950), muy influido por el ultraísmo, que en su última época abandonó la experimentación para recalar en una poesía popular y de denuncia, no exenta de logros estéticos.
Del mismo período de Bermúdez es necesario destacar a Antonio Isaza (1910) cuyo estilo recuerda mucho al desarrollado por el Tremendismo. En su única obra publicada, Sed (1935), su poesía gira en torno a la temática del ser, la vida, la muerte y el tiempo.
Otro poeta de esta época es el también cuentista y periodista Mario Augusto Rodríguez (1917-2009), que publicó en 1957 su poemario Canto de amor para la patria novia en la que hace una relación poética de la historia de la nación panameña.
Otros poetas destacados de esta etapa, son Esther María Osses (1914-1990), Stella Sierra (1917-1997), Roque Javier Laurenza (1910-1984), Ofelia Hooper (1905-1981), Tobías Díaz Blaitry (1919-2006), Tristán Solarte (1934-2019), José de Jesús Martínez (1929-1991), Diana Morán (1932-1987), Álvaro Menéndez Franco (1932), José Guillermo Ross-Zanet (1930-2018), José Franco (1931-2022), y Elsie Alvarado de Ricord (1928-2005).
Entre los poetas de la generación siguiente cabe mencionar, entre otros muchos, a Pedro Rivera Ortega (1939), Benjamín Ramón (1939), Bertalicia Peralta (1939), Ramón Oviero (1939-2008), Moravia Ochoa López (1939), Dimas Lidio Pitty (1941-2015), Roberto Fernández Iglesias (Panamá, 1941 - México, 2019), Juan Dal Vera (1958-2002), Mireya Hernández (1942-2006), Enrique Jaramillo Levi (1944), Jarl Ricardo Babot (1945), Giovanna Benedetti (1950), Manuel Orestes Nieto (1951), Luz Lescure (1951), Viviane Nathan (1953), Moisés Pascual (1955), Pedro Correa Vásquez (1955-1995), Consuelo Tomás (1957), Moisés Pinzón Martínez (1958), Leoncio Obando (Lídice, 1959 - La Chorrera, 2023), Héctor M. Collado (1960), Pablo Menacho (1960), David C. Robinson O. (1960), Martín Testa Garibaldo (1962), y Genaro Villalaz García (Panamá, 1967), entre otros.
Al finalizar el siglo XX surge una nueva generación de poetas, que empieza a publicar después de 1990. Entre ellos, por los premios recibidos y obras publicadas, se debe mencionar a Magdalena Camargo Lemieszek (Sczcecin, 1987), Javier Romero Hernández (Chorrera, 1983), Sofía Santim (Panamá, 1982), Javier Alvarado (Santiago de Veraguas, 1982), Salvador Medina Barahona (Mariabé de Pedasí, 1973), Eyra Harbar Gómez (Bocas del Toro, 1972), Ela Urriola (Panamá, 1971), Lucy Chau (Panamá, 1971), Aura Sibila Benjamín (Panamá, 1970), Porfirio Salazar (Penonomé, 1970), Katia Chiari (Panamá, 1969), Lil María Herrera (Panamá, 1965).

## Narrativa

### El modernismo y los primeros libros panameños
Se puede decir que el género cuento en Panamá empieza formalmente en 1903, cuando Darío Herrera (1870-1914) publica el primero libro de cuentos de autor panameño, Horas lejanas, en Buenos Aires, Argentina. Junto a Dario Herrera, publicaron cuento en Panamá casi todos los poetas modernistas y postmodernistas de finales del siglo XIX y principios del siglo XX. De ellos sobresalen Salomón Ponce Aguilera (1868-1945), Guillermo Andreve, Gaspar Octavio Hernández (1883-1940) y Ricardo Miró (1883-1940) cuya obra cuentística, dispersa y mucha de ella inédita, fue recogida y comentada por el escritor Mario Augusto Rodríguez en 1956. También, en la misma época, hay que mencionar a los autores José María Núñez (1894-1990), Moisés Castillo (1899-1974), que como prosista se dedicó principalmente al costumbrismo (Fiestas escolares, 1937), además de cultivar una poesía de corte popular, en obras como Romances de mi tierra (1939), y Gil Blas Tejeira (1901-1975).

### La temática campesina y del canal en la narrativa
En la siguiente generación cabe destacar a Rogelio Sinán (1902-1994), autor de la novela Plenilunio y las colecciones de cuento A la orilla de las estatuas maduras (1946), La boina roja y cinco cuentos (1954), Cuentos de Rogelio Sinán (1971) y El candelabro de los malos ofidios (1982). También pertenecen a la misma Lucas Bárcenas (1906-1992), César Candanedo (1906-1993), Renato Ozores (1910-2001), Ricardo Bermúdez (1914-2000), Mario Augusto Rodríguez (Santiago de Veraguas, 1917 - Panamá, 2009), autor de Campo Adentro (1947), Luna en Veraguas (1948) y Los ultrajados (1994), Alfredo Cantón (1910-1967), José María Sánchez (1918-1973), Ramón H. Jurado (1922-1978), Joaquín Beleño (1921-1988), Carlos Francisco Changmarín (1922-2013), Jorge Turner (1922-2011), Tristán Solarte (1924-2019) y José Guillermo Ros-Zanet (1928-2018). En esta generación hay que destacar que sus autores cultivaron la temática nacionalista, ya sea desde el punto de vista de las ciudades a ambos extremos del Canal de Panamá y su relación con la Zona del Canal, o desde el punto de vista campesino y del interior del país.

### Los temas universales
La generación que sigue es la de autores nacidos a partir de la década de 1930. Esta generación se destaca por haber abandonado el criollismo como temática de sus narraciones y abordar la creación literaria con temas universales y, en algunos casos, dando relevancia a lo onírico, la fantasía y la ensayística. Entre ellos se debe mencionar a Ernesto Endara (1932), Álvaro Menéndez Franco (1932), Enrique Chuez (1934), Justo Arroyo (1936), Victoria Jiménez Vélez (1937-2018), José Córdova (escritor) (1937), Pedro Rivera Ortega (1939), Benjamín Ramón (1939), Gloria Guardia (1940-2019), Dimas Lidio Pitty (1941-2015), Moravia Ochoa López (1939), Mireya Hernández (1942-2006), Enrique Jaramillo Levi (1944), Raúl Leis (1947-2011), Giovanna Benedetti (1949), Edgar Soberón Torchia (1951), Rey Barría (1951), Ramón Fonseca Mora (1952), Herasto Reyes (1952-2005), Claudio de Castro (1957), Consuelo Tomás (1957), Yolanda Hackshaw (1958), Allen Patiño (1959), Ariel Barría Alvarado (1959-2021), Héctor Collado (1960), David C. Robinson O. (1960), Katia Malo (1961),Erika Harris (1963) y Rogelio Guerra Ávila (1963).

### La narrativa delsigloXXI
Publicando por primera vez entre 1996 y 2011 surge la generación más reciente de narradores panameños, entre los que se debe mencionar a Carlos Fong (1967), Carlos Oriel Wynter Melo (1971), Javier Stanziola (1971), José Luis Rodríguez Pittí (1971), Melanie Taylor (1972), Lilian Guevara (1974), Roberto Pérez-Franco (1976) y Annabel Miguelena (1984). Esta generación se caracteriza por el cultivo de la ficción breve, de lenguaje poético y plena de imaginación, pero de temática humana, en la que el individuo se destaca por encima de un entorno caótico, generalmente urbano.